# Chamaeleo tremperi
Chamaeleo tremperi är en ödleart som beskrevs av  Petr Necas 1994. Chamaeleo tremperi ingår i släktet Chamaeleo och familjen kameleonter. Inga underarter finns listade i Catalogue of Life.